# فريدريك بين
فريدريك بين (بالألمانية: Friedrich Pein)(20 اكتوبر 1915 – 14 فبراير 1975)كان قناص نمساوي شهير خدم في الجيش الالماني خلال الحرب العالمية الثانية وسجل 200 اصابة، ولد في عام 1915 لعائلة فقيرة كان والدة يعمل فلاحاً، التحق فريدريك بالفيرماخت في اكتوبر 1938 تم ارسالة إلى الجبهة الشرقية وهناك خاض أول معركة خلال خدمتة في الفوج 143، في بداية عام 1944 تم نقلة إلى الفوج 227 تحت قيادة ادولف غروبينجير، تم تكريمة بالصليب الحديدي من الدرجة الثانية وبعد ثمانية أيام تم تكريمة بالصليب الحديدي من الدرجة الأولى، في 28 فبراير 1945 تم تكريمة بوسام الفارس الصليبي الحديدي، ووسام الاشتباك القريب، جُرح ثلاث مرات في الحرب وفي نهاية المطاف تم أسره.

## روابط خارجية
- "das-ritterkreuz.de". Friedrich Pein. مؤرشف من الأصل في 2020-04-05. اطلع عليه بتاريخ 2007-06-16.
- "flickr". Friedrich Pein. مؤرشف من الأصل في 2020-04-05. اطلع عليه بتاريخ 2009-11-10.